# Protaetia ishigakia
Protaetia ishigakia är en skalbaggsart. Protaetia ishigakia ingår i släktet Protaetia och familjen Cetoniidae.

## Underarter
Arten delas in i följande underarter:
- P. i. miyakoana
- P. i. kikaiana
- P. i. yonakuniana
- P. i. okinawana
- P. i. iriomoteana